# Helmondia '55 in het seizoen 1955/56
Het seizoen 1955/1956 was het eerste jaar in het bestaan van de Helmondse betaaldvoetbalclub Helmondia '55. De club kwam uit in de Eerste klasse C en eindigde daarin op de tweede plaats, dit betekende dat de club in het nieuwe seizoen uitkwam in de Eerste divisie.

## Wedstrijdstatistieken

### Eerste klasse C
|       | DHC   | DOSKO | Fortuna | Hilversum | KFC   | Oldenzaal | Oosterparkers | TOP   | Tubantia | UVS   | Volendam | Wilhelmina | Zeist | ZFC   | Zwartemeer |
| ----- | ----- | ----- | ------- | --------- | ----- | --------- | ------------- | ----- | -------- | ----- | -------- | ---------- | ----- | ----- | ---------- |
| Thuis | 4 – 2 | 1 – 3 | 2 – 2   | 4 – 1     | 3 – 0 | 6 – 1     | 3 – 0         | 1 – 0 | 3 – 3    | 2 – 1 | 1 – 2    | 1 – 1      | 3 – 2 | 9 – 2 | 3 – 0      |
| Uit   | 4 – 0 | 1 – 6 | 1 – 7   | 0 – 6     | 2 – 1 | 2 – 3     | 1 – 1         | 0 – 4 | 1 – 7    | 2 – 3 | 5 – 1    | 0 – 4      | 1 – 3 | 1 – 0 | 1 – 3      |

## Statistieken Helmondia '55 1955/1956

### Eindstand Helmondia '55 in de Nederlandse Eerste klasse C 1955 / 1956
| Stand | Gespeeld | Gewonnen | Gelijk | Verloren | Punten | Doelpunten voor | Doelpunten tegen |
| ----- | -------- | -------- | ------ | -------- | ------ | --------------- | ---------------- |
| 2e    | 30       | 20       | 4      | 6        | 44     | 95              | 42               |

### Topscorers
| Competitie \| # \| Naam \| \| \| ---------------- \| ------------------------- \| -- \| \| 1. \| Hennie Hollink \| 34 \| \| 2. \| André Roosenburg \| 22 \| \| 3. \| Harry Kornuyt \| 15 \| \| 4. \| Alfred Deissenroth \| 10 \| \| 5. \| Henk van Berlo \| 7 \| \| 6. \| Noud Jetten \| 4 \| \| 7. \| Gerrit Slegers \| 2 \| \| Eigen doelpunten \| \| \| \| 1. \| Karel Sluiter (Hilversum) \| 1 \| \| Totaal \| Totaal \| 95 \| |                           |      |
| # | Naam                      | Goal |
| 1. | Hennie Hollink            | 34   |
| 2. | André Roosenburg          | 22   |
| 3. | Harry Kornuyt             | 15   |
| 4. | Alfred Deissenroth        | 10   |
| 5. | Henk van Berlo            | 7    |
| 6. | Noud Jetten               | 4    |
| 7. | Gerrit Slegers            | 2    |
| Eigen doelpunten |                           |      |
| 1. | Karel Sluiter (Hilversum) | 1    |
| Totaal | Totaal                    | 95   |